# Cratichneumon pigeoti
Cratichneumon pigeoti là một loài tò vò trong họ Ichneumonidae.